# Jarinu
Jarinu est une municipalité brésilienne de l'État de São Paulo et la Microrégion de Bragança Paulista.